# Chinderwält
Chinderwält ist ein in Pfeffingen BL im Jahr 2002 gegründetes Schweizer Musiklabel und Hörbuchverlag für Kinder.
Das Kinderlabel veröffentlicht Hörbücher wie Prinzässin Lillifee oder Der Mondbär und Klassiker wie Friedrich von Schillers Wilhelm Tell auf Schwyzerdütsch. Zudem werden Kinderliederalben von Billy und Benno, Schwiizer Kiddies und die Gold prämierte Schwiizer Chinderlieder herausgegeben. Das Label hat über 360 Produktionen veröffentlicht und mehr als vier Millionen Tonträger verkauft (Stand Dez. 2020).
Vertriebspartner ist Universal Music Schweiz und Baumgartner Bücher AG. Chinderwält gehört zu BERGIS Medien GmbH.